# Рудницький Андрій Маркович

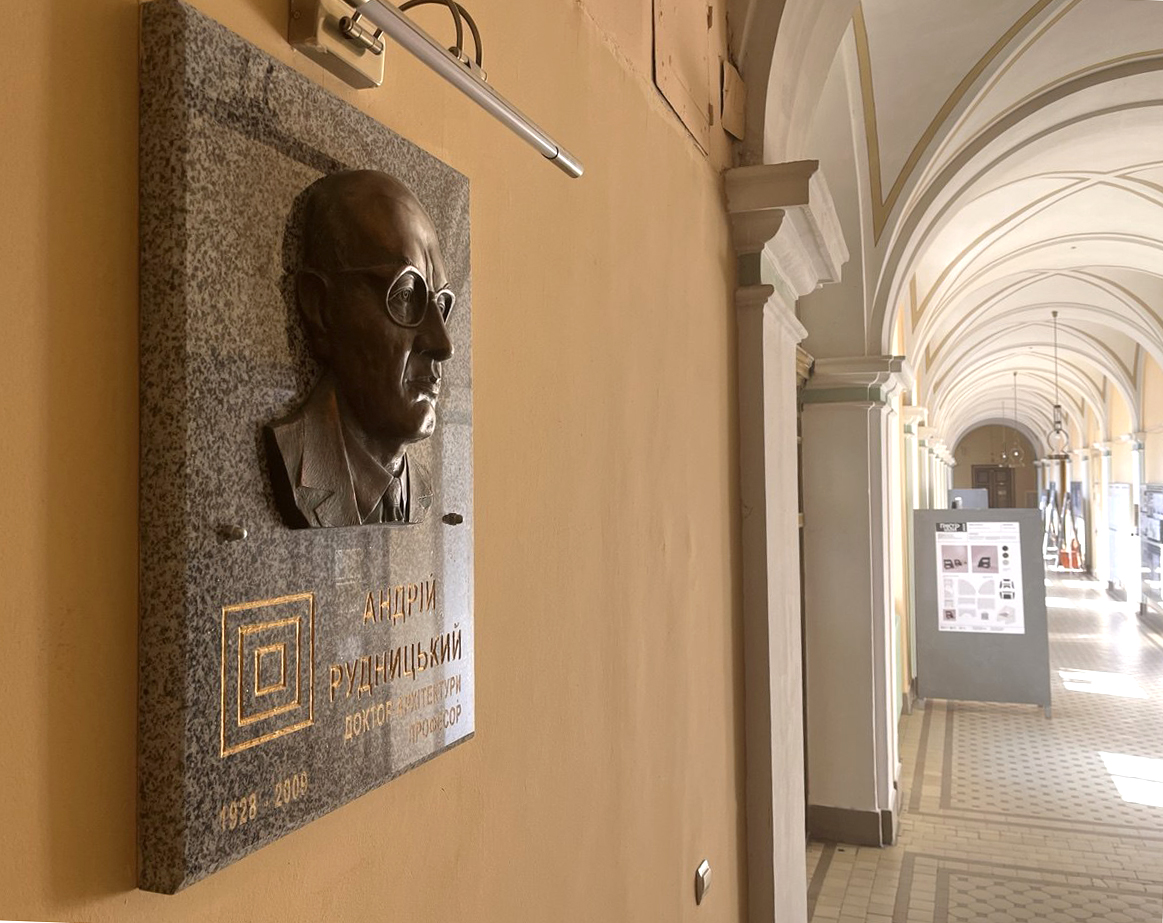
Меморіальна таблиця проф. Рудницькому у Головному корпусі Львівської політехніки.

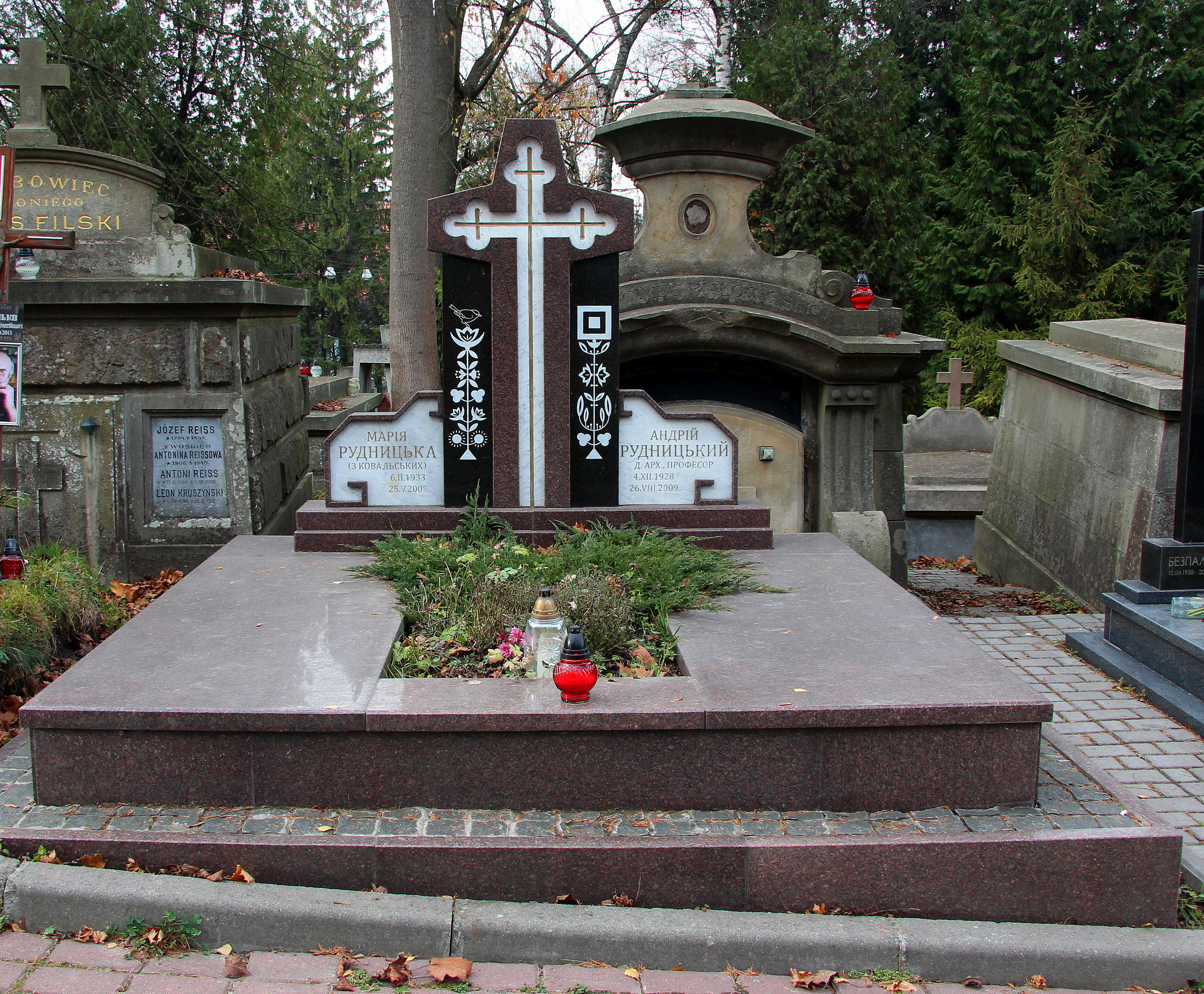
Гробівець родини Рудницьких.

Рудни́цький Андрі́й Ма́ркович (4 грудня 1928, Львів — 26 серпня 2009 там само) — архітектор, професор Львівської політехніки, доктор архітектури, член Української академії архітектури, голова львівської організації Спілки архітекторів України.

## Біографія
Народився 4 грудня 1928 у Львові. Батько Марко Рудницький — ветеран УГА, поручник, колишній в'язень табору в Тухолі. Пізніше працював товарознавцем у «Народній торгівлі». Мати — Юліанія з П'ясецьких, закінчила учительську семінарію та курси малярства і килимарства в Осипа Куриласа та сестер Кульчицьких. Від 1947 року працювала в Етнографічному музеї.
Андрій Рудницький навчався у початковій Школі сестер василіянок, пізніше — в українських гімназіях у Львові, Криниці та Відні (під час війни родина кілька разів переїздила). Завершив навчання 1946 року у львівській середній школі № 44. 1946 року поступив на будівельний факультет Львівського політехнічного інституту на спеціальність «Архітектура». Серед викладачів з фаху — Іван Багенський, Адам Курилло, А. Шуберт, О. Луцик. Був головою студентського наукового товариства, відповідальним секретарем ради товариства. 1951 року завершив навчання з відзнакою, отримавши диплом інженера-архітектора. За особистою рекомендацією професора Івана Багенського вступив в аспірантуру при інституті (1951–1954). 1955 року захистив кандидатську дисертацію на тему «Архітектура районної сільськогосподарської виставки». Від 1954 року — асистент, а з 1957 року — доцент кафедри «Архітектура» Політехнічного інституту (обраний за конкурсом). 1967 року обраний завідувачем кафедри архітектурного проєктування після Івана Багенського. 1971 року кафедру розділено на три спеціалізовані і Рудницький очолив одну з них — Містобудування, якою керував до 1982 року. Паралельно був деканом архітектурного факультету Львівської політехніки (1977—1991). Головував у Львівській організації Спілки архітекторів України (1983—1992). 1989 року в Ленінграді захистив докторську дисертацію на тему «Архітектурно-містобудівельні аспекти проблеми управління міським середовищем». 1991 року отримав звання професора. Член-засновник, а від 1992 року — дійсний член Української академії архітектури. Від того ж року дійсний член Наукового товариства імені Шевченка, де був головою комісії архітектури та містобудування. 1992 року заснував першу в Україні кафедру реконструкції та реставрації архітектурних комплексів, яку очолював до 2002 року. Від 2002 до 2009 року професор на кафедрі містобудування. 1998 року очолив створену за його участі у Спеціалізовану вчену раду із захисту дисертацій на здобуття наукових ступенів у Політехніці. Паралельно від 1994 року професор на кафедрі архітектури Львівського сільськогосподарського інституту. В різні роки був членом спеціалізованих вчених рад у Києві та Мінську. Член редакційної ради часопису «Галицька брама».
Отримав низку звань, відзнак та нагород. Це зокрема: нагрудний знак Мінвузу СРСР «За відмінні успіхи у роботі», медаль «Ветеран праці», стипендія Президента України «Видатним діячам науки», звання «Заслужений працівник освіти України» (2004), Медаль Наукового товариства в Жешові (2006), відзнаки Львівської міської ради та Львівської облдержадміністрації. У листопаді 2008 року присвоєно звання «Почесний професор Національного університету „Львівська політехніка“».
Похований на 78 полі Личаківського цвинтаря.

## Наукова діяльність
Андрій Рудницький автор понад 200 наукових праць, зокрема ряду монографій.
- Розвиток міст західних областей УРСР та їх соціалістична реконструкція. — 1971.
- Архітектурна композиція в містобудівництві (нарис теорії). — Львів: ЛСГІ, 1974.
- Транспорт в планировке городов. — К.: Будівельник, 1976.
- Управление городской средой. — Львів: Вища школа, 1985 (за монографію нагороджений дипломом Мінвузу України).
- Управління міським середовищем. — К., 1991.
- Архітектура Львова: Час і стилі. XIII—XXI ст. — Львів, 2008 (співавтор спільно з Ю. Бірюльовим, Б. Черкесом, М. Бевзом) .

## Архітектурні проєкти
- Реконструкція першого спортивного корпусу Львівської політехніки (завершено у 1954, співавтор О. Л. Селастельников). Початково споруда зведена для Галицької крайової виставки у 1894 році, архітектор Франциск Сковрон.
- Конкурсний проєкт адміністративного будинку для районного міста (1955).[1]
- Нереалізований проєкт школи-інтернату у Львові (1959, спільно з Романом Липкою)[3].
- Проєкт реконструкції та розширення логопедично-фоніатричного диспансера у Львові (1957, реалізований).[1]
- Конкурсний проєкт житлового 8-квартирного будинку у Львові (1960). Здобув II нагороду.[1]
- Перший навчальний корпус Львівської політехніки на розі вулиць Бандери і Старосольських (1966, співавтори Р. М. Липка і студенти Політехніки). Авторів нагороджено Державною премією.
- Проєкт центру села Березово Закарпатської області (1970).
- Планування історичного центру міста Жовкви Львівської області (1983).
- Меморіал жертвам Голокосту (П'ятидні) (1989).[4]
- Співавтор (спільно із М. Бевзом, Ю. Дубиком, О. Заліщуком) історико-меморіального комплексу патріарха Йосипа Сліпого в селі Заздрість, Тернопільської області. Збудований у 1997—1999 роках поруч із будинком, де народився Йосип Сліпий. Комплекс відзначений Дипломом першого ступеня конкурсу на найкращий об'єкт, збудований в Україні у 1999 році.